# Baarlo (Limburg)
Baarlo (Limburgs: Baolder) is een op de linkeroever van de Maas gelegen Nederlands dorp in de gemeente Peel en Maas, acht kilometer ten zuiden van Blerick/Venlo en ten noorden van Kessel. Een veer verbindt Baarlo met Steyl.
Baarlo heeft een agrarische oorsprong maar dient ook als forensenplaats voor Venlo. Het dorp heeft een landelijk karakter en afficheert zich als kasteeldorp, vanwege zijn vier kastelen.

## Naam
De oudste vermelding van de naam Baarlo is uit 1219. Baar betekent bloot of kaal, zoals nog in de uitdrukking baar geld. Hiermee wordt bedoeld dat het geld open en bloot op tafel ligt. De verkorte vorm bar is terug te vinden in barrevoets. Het woorddeel lo, loo of le betekent bos. In de dorpskern lag vroeger de zogenoemde Baerbergh (Borrebergh) en de Borreberghscamp. De zandverstuiving en de uitgestrekte akker lagen ten zuiden van de kerk en het huidige Marktplein. Het toponiem staat in een nauw verband met het oude toponiem Baarlo (Balre, Balder en Baolder). Ook hier is sprake van het woorddeel 'Baer' in de betekenis van 'niet begroeid'.

## Wapen
De oudste akte van de schepenbank Baarlo dateert van 26 januari 1377. In 1629 zegelt ze voor het eerst met een eigen schepenbankzegel, dat de Heilige Petrus vertoont die in zijn linkerhand een sleutel en in zijn rechterhand via drie touwen of linten een wapenschild vasthoudt, waarop staat afgebeeld een naar links springend hert. Voor 1795 zegelde de schepenbank met het schepenzegel. Het hert kan niet in verband worden gebracht met een van de adellijke families van de oude heerlijkheid Baerlo. Het hert verwijst waarschijnlijk naar een christelijke symboliek. Hierin staat het hert als zinnebeeld voor Christus de verlosser. De relatie tussen Christus (hert) en Petrus is duidelijk want Christus wijst hem aan als zijn plaatsvervanger op aarde. Op 17 september 1853 kende de Hoge Raad van Adel aan de gemeente Maasbree, waarvan Baarlo tot 1 januari 2010 deel uitmaakte, een gemeentewapen toe. Het bestond uit een schild van lazuur met een naar rechts gaand gevleugeld hert met een kruis tussen het gewei, uitgevoerd in de kleur goud, aan de rechterzijde een springend hert van goud en aan de bovenzijde van het wapen een adelaar van sabel. Het element van het springend hert vertegenwoordigde daarin de deelgemeente Baarlo.

## Geschiedenis

### Vroegste geschiedenis

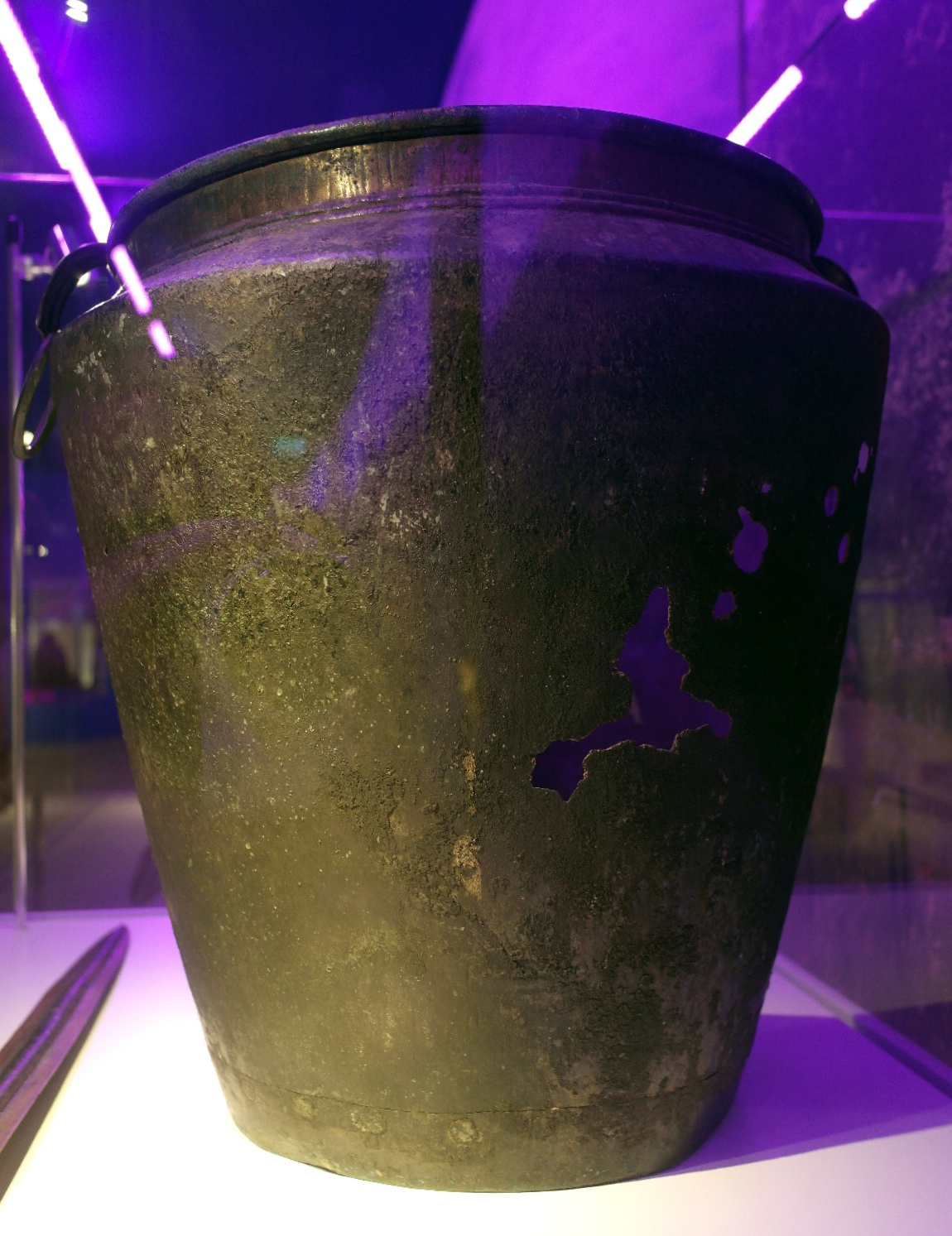
Situla van Baarlo (RMO, Leiden)

Uit archeologische vondsten is gebleken dat Baarlo al een lange geschiedenis kent. Zo is aangetoond dat er ten westen van het dorp een oude nederzetting heeft bestaan uit het stenen en ijzeren tijdperk. Omstreeks 1930 werd een opmerkelijke vondst gedaan: een grote bronzen emmer of situla uit de periode 800-500 v.Chr. Het kostbare voorwerp bevindt zich thans in het Rijksmuseum van Oudheden in Leiden.
Een belangrijke Romeinse heerbaan lag aan de westzijde van het dorp. Deze kwam uit de richting van Cuyk en liep langs de Maasdorpen Blerick , Heel en Maaseik naar Maastricht. Ook in Baarlo hebben de Romeinen sporen achtergelaten. Zo werden in de nabijheid van de kerk en ten zuidwesten van het dorp Romeinse vondsten gedaan. Er werden onder meer twee Eponabeeldjes en enkele urnen gevonden. Tijdens de sloop van de oude parochiekerk (1875) trof men ter hoogte van het koor fundamenten aan van kwartssilicaten die met klei en leem waren samengevoegd waarop een stuk muur. Deze zouden van Romeinse oorsprong zijn. Aan de noordzijde van de kerk werden in 1955 eikenhouten heipalen en dakpannen van Romeinse oorsprong aangetroffen.

### Van nederzetting tot kerspel
Vanaf de 3e en 4e eeuw raakte het zuiden van Nederland grotendeels ontvolkt. Daarbij gingen ook de ontginningen uit de Romeinse tijd grotendeels verloren. De bewoning concentreerde zich vervolgens voornamelijk in het rivierdal van de Maas. Vanaf de 8ste eeuw raakte het Maasdal weer bevolkt waarbij sprake was van een verspreid vestigingsgebied. De nederzetting Baarlo, op de grens van het hoge dekzand en het lage Maasdal, kreeg definitief vorm en werd kerspel (gemeenschap rond een kerk). De kleinere nederzettingen Soeterbeek en Bong, gelegen ten westen van het dorp, werden Baarlose buurtschappen. Omdat niet vaststaat wanneer de bouw van Huys en de Borch (nu kasteel d'Erp) daadwerkelijk heeft plaatsgehad is het niet mogelijk om de relatie vast te stellen tussen de oude nederzetting en het kasteel. De nederzetting is slechts op een korte afstand gelegen van Huys en de Borch en vormt geen direct onderdeel van de versterking. Mogelijk heeft de bouw van de versterking wel bijgedragen aan de definitieve locatie van de nederzetting Baarlo. Nadat ook de bewoners van de nederzetting waren gekerstend kwam de bouw van een eenvoudig zaalkerkje tot stand die de basis vormde voor de latere middeleeuwse Sint-Petruskerk. De positionering van de toegangsdeur aan de noordzijde van de kerk bepaalde de positie van de kerktrap die ter hoogte van de Maasstraat (voorheen Waterstraet)behouden bleef. Aan de noordzijde vormde zich een ondermarkt (nu Maasstraat/Dorpstraat).

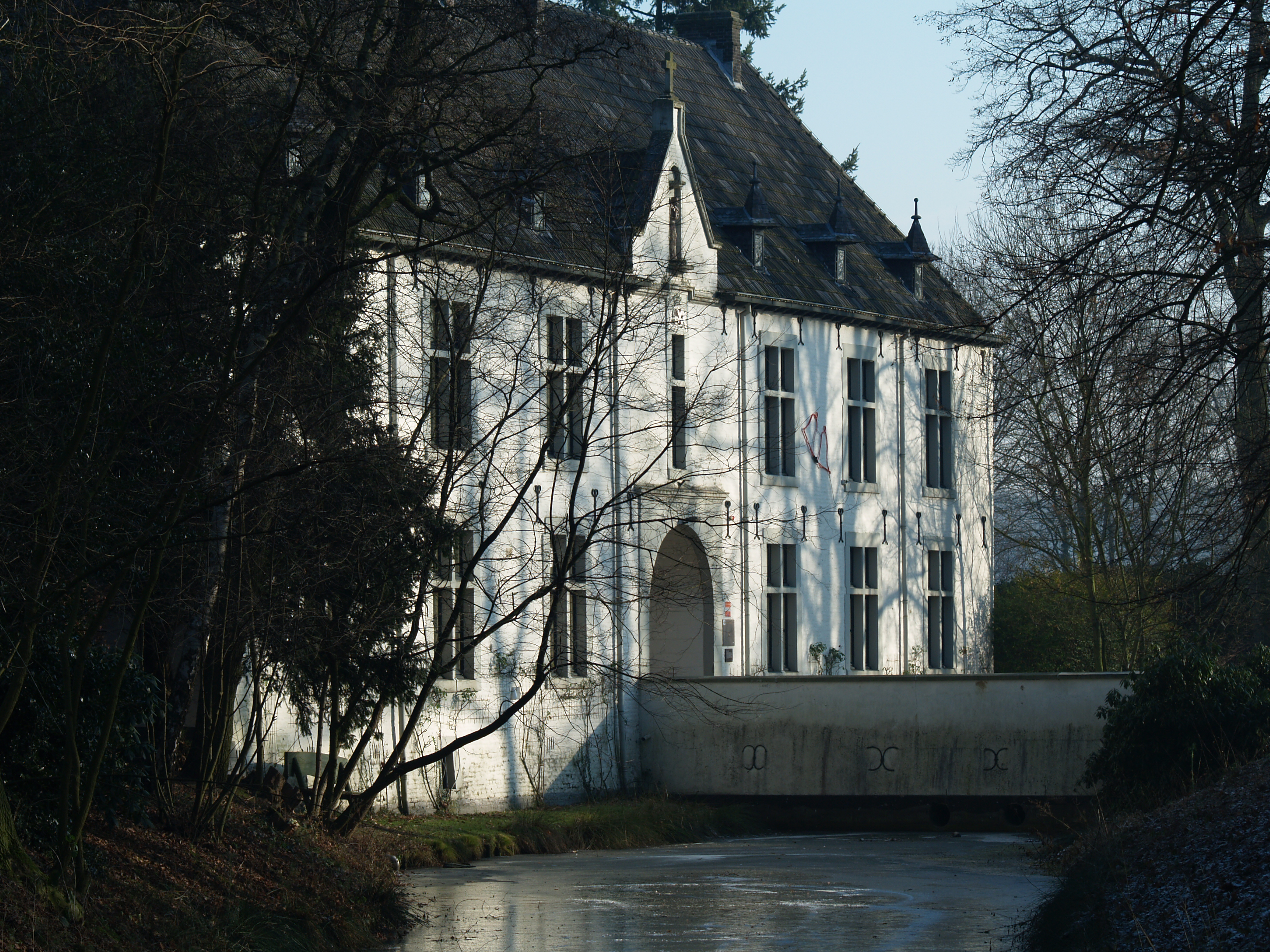
Kasteel De Berckt

De meest in het oog springende bouwwerken aan de oostzijde van de Markt zijn de Sprunk, de watermolen en kasteel d'Erp. Een groot brouwersgoed genaamd Ingen Fouckert, gelegen aan de zuidzijde van de Markt, is aan het eind van de 19e eeuw mede in verband met de bouw van een nieuwe school gesloopt. Het kasteel ten oosten van de Markt ontleent zijn naam aan de laatste adellijke bewoners, de familie d'Erp. In 1388 wordt reeds melding gemaakt van onse Huys ende Borch geheiten Baerlo gelegen in den lande van Kessel mit hoeren vesten ende graven, mit allen den heerlyckheyden, buschen, vischen, weyden, gueden ende toebehoren, als die selige Heer Willem van Baerlo, doe hij leefde, plach toe hebben. Het betreft een akte van verkoop waarbij Willem van Gulik, hertog van Gelre het leengoed verkoopt aan onse raedt, Jacob van Montfort. Uit 1219 dateert een oorkonde waarin we de naam Barlo aantreffen. Hendrik, graaf van Kessel geeft met zijn vrouw Othelende aan het klooster Mariënweerd eene curtis in Barlo en Hovesdonk, eene mansus in het bosch van Barlo, een boomgaard bij de kerk van Kessel en eene curtis in Oijen. Met deze curtis in Barlo en Hovesdonk is de Kiërhof, gelegen ten westen van het dorp, bedoeld. Bij de schenking trad een zekere Gerard de Barlo op als getuige. Een tweede vermelding van de naam Barlo is aangetroffen in een oorkonde uit 1236. In dat jaar stichtte Hendrik, graaf van Kessel in de kerk van Kessel een altaar ter ere van de Heilige Catharina en gaf daaraan een curtis te Kessel en andere goederen. Hierbij trad een dominus Bert miles in Barlo op als getuige.
Huys ende Borch was een Gelders leen en maakte deel uit van vier versterkingen in het land van Kessel. De bezitters van het kasteel hadden de meeste goederen en voorrechten (o.a. jacht-, vis- en molenrecht) van de heerlijkheid Baerlo. Na de familie van Montfort werd de Borcht eigendom van de familie die Klair en vervolgens beleend aan de families Van Eyll (1505) en Van Laer (1637). Onder de leenhof ressorteerden de hoeve Aen gen Eyndt (Aen Ing), de watermolen bij de Sprunk, 1/6 deel van de grote korentiend van Baarlo, de Kesseleiker grote korentiend en de Kesselse hof Aenghen Put. Tijdens de Gelderse oorlogen (begin 16e eeuw) werd de veste Baerlo ingenomen, geplunderd en plat gebrand. De heer van Eyll bouwde het kasteel daarna weer op. Nadat het kasteel overging in handen van de familie Van Laer tot Hoenlo werd het gebouw omstreeks 1640/1650 gerenoveerd. In 1648 gaf het Hof van Gelderland te Roermond aan Johan van Laer verlof tot de oprichting van een laatbank. Deze voerde een nauwkeurige administratie van de goederen die cijnsroerig (belastingplichtig) waren aan Huys en de Borch. De Heer Johan Baptist de Bierens verkreeg door koop in 1690 de halve heerlijkheid van Baarlo met burcht. De koop omvatte de heerlijke rechten. Deze bestonden onder andere uit de hoge, middele en lage justitie dat wil zeggen de criminele en civiele boeten, overdracht en levering van onroerend goed en de aanstelling van schout, schepenen en gerichtsbode. Verder omvatten de heerlijke rechten onder andere ook het planten langs grote wegen en op de 'gemeynte', de bijenstand, vis- en jachtrecht, het molenrecht, tiendrecht en patronaatsrecht. In 1762 vererfden de bezittingen aan de laatste telg uit de familie: Willem Raymond de Bierens, grootdeken te Aken. Willem vermaakte de goederen bij testament aan Hendrik d'Erp.
De eerder vermelde Gelderse oorlogen vormden een zijtoneel van een groter conflict tussen Frankrijk en Spanje. Toen de Habsburgse keizer Karel V de Gelderse stad Venlo in 1543 innam kwam het oude hertogdom Gelre en dus ook Baarlo in Spaanse handen. Belangrijke veranderingen vonden plaats op kerkelijk vlak met de opkomst en invloed van de reformatie. Hierdoor ontstonden politieke en religieuze spanningen. Nadat de protestanten in de Nederlanden in 1567 in opstand kwamen tegen de Spanjaarden stuurde Filips II de hertog van Alva en een leger om de revolte de kop in te drukken. Dit ontaarde in 1568 in een oorlog die later bekend werd als de Tachtigjarige oorlog. In 1632 volgde de grote veldtocht van Frederik Hendrik waarbij Venlo en Roermond in handen vielen van de Hollanders. Baarlo werd wisselend door Spaanse en staatse troepen bezocht. In 1635 hield een gevreesd keizerlijk regiment Kroaten huis in de omgeving. De Kroaten opereerden als bondgenoot van de Spanjaarden. Omdat Spanje zijn betalingbeloften niet na kwam trokken de Kroatische huursoldaten al plunderend en brandschattend rond.
Wanneer in Baarlo de eerste kerk is gebouwd is niet bekend. Aangezien de heer van de Borch het recht had om de pastoor te benoemen moet ze zeker zo oud zijn als de Borch. In 1397 en 1466 wordt ze vermeld. De parochiekerk is toegewijd aan de heilige Petrus. Over het onderhoud van de kerk is meer bekend. De grote tiende had voor 1/3 deel de kasteelheer. De Kartuizers te Roermond hadden eveneens 1/3 deel waarvoor zij het dak van het schip met de zijbeuken onderhielden samen met de heer. De pastoor had het laatste derde deel en was verplicht tot onderhoud van het koor en de inventaris. In 1575 werd melding gemaakt van de grote tiende van Baarlo die aan de kerk behoorde. De houder van deze grote tiende hield een stier en een beer. Reparatie van de toren kwam ten laste van de gemeenschap. Uit de aan ons overgeleverde documenten m.b.t. de oude parochiekerk blijkt dat ze door de eeuwen heen diverse malen werd verbouwd. Er bestond een beneficie van St. Nicolaas in de zijbeuk aan de evangeliezijde. Dit beneficie werd later verenigd met de kapelanie. Een ander beneficie was het altaar van de HH. Urbanus en Antonius dat zich bevond aan de epistelzijde. De kerk kende drie beuken en aan de gevel was in 1575 nog een zonnewijzer aangebracht. Later werd de toren voorzien van een uurwerk. Op het oosten bevond zich een groot glasvenster en de klok had een zodanige grootte en gewicht, dat men haar kon horen tot aan de grenzen van het dorp. Het interieur van de kerk was rijkelijk voorzien van oude grafstenen en wapenborden van de adellijke families die in Baarlo woonachtig waren. Het kerkhof was afgesloten met een muur. Naast een kerktrap aan de noordzijde van de kerkberg bestond er ook aan de zuidzijde een toegang door de poort van het oude Raadhuis annex school die in de tweede helft van de 19e eeuw werden gesloopt. In de 17e eeuw werden in Baarlo de Annakapel, Dominicuskapel, Drie Koningenkapel en Sint Antoniuskapel gesticht.
De grootste kapel werd toegewijd aan de heilige Anna en staat aan de Hoogstraat. Ze is in 1674 in opdracht van pastoor Joannes á Coulen gesticht op de plaats waar voorheen een hagelkruis stond. Centraal in de kapel staat een beeld van de heilige Anna met aan haar zijde een staande Maria. De heilige heeft in het volksgeloof een belangrijke plaats en werd vroeger aangeroepen voor een goede korenoogst. Daarnaast was de heilige ook de patrones van zwangere vrouwen. Tijdens de jaarlijkse Sacramentsprocessie hield men bij deze kapel halt en werden de gelovigen gezegend met het allerheiligste. In 1978 is de kapel gerestaureerd door de Stichting Veldkruizen en Kapellen. Over het stichtingsjaar van de St. Antoniuskapel (Sint Tönniskepèlke) op de Molenberg is niet bekend. Aangenomen wordt dat ze eveneens aan het einde van de 17e eeuw moet zijn gebouwd. De St. Antoniuskapel wordt gekenmerkt door haar opmerkelijke en unieke vorm; een zeshoekig gebouwtje met tentdak. Het is vrijwel zeker dat de oude Baarlose broederschap St. Antonius en St. Urbanus in verband staat met de stichting van deze kapel. Geschiedschrijver L’Escaille vermeldt in zijn Seigneurie de Baerlo het jaar 1390 waarin de Broederschap reeds zou hebben bestaan. De broederschap was verbonden met het altaar in de parochiekerk van St. Antonius abt en St. Urbanus, twee heiligen die in Baarlo een bijzondere verering kenden. Tot in de 18e eeuw trok er op het feest van Sinterbaan (25 mei) een processie door het dorp waarbij mag worden verondersteld dat ook de Antoniuskapel in de route was opgenomen. Het officie bij het altaar vond plaats op alle vrijdaghen in quatuor temper weeck een singende misse met zijn vigilie te zingen tot laefenisse van verledene broeders. Uit het officie volgden inkomsten voor de kerk.

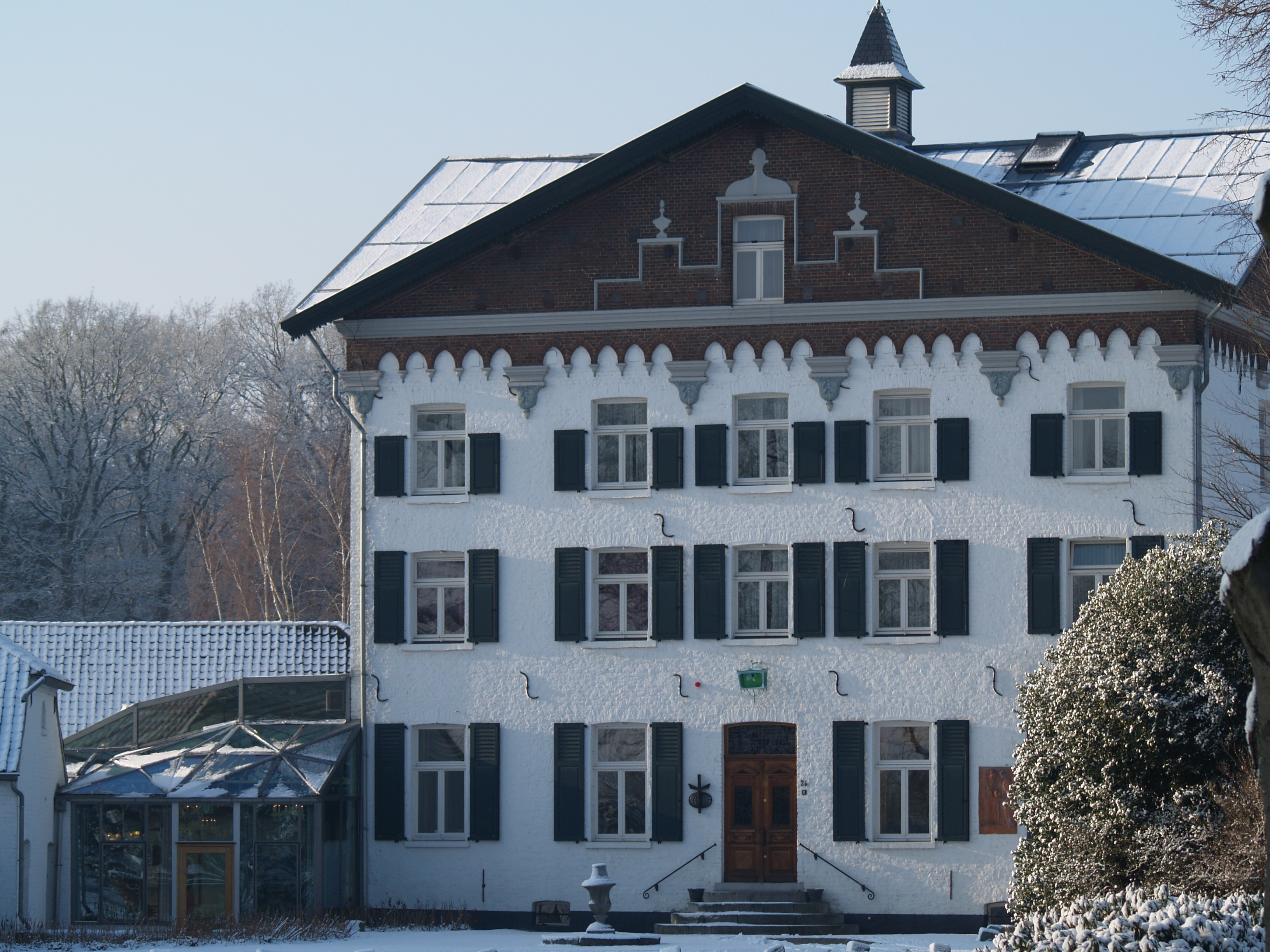
Kasteel De Raay

Na de stichting van een kapelanie (1678) werd de beneficie (opbrengsten uit de offergang) verleend aan de vicarius of kapelaan. De kapelaan woonde na de stichting in een gedeelte van het raadhuis/school omdat hij tevens zorg droeg voor het onderwijs aan de Baarlose kinderen. Behalve het aanleren van lezen, rekenen en schrijven bestond het onderwijs hoofdzakelijk uit catechismusonderricht en het bijwonen van godsdienstoefeningen. Later ging het onderwijs over in lekenhanden maar bleef het onder supervisie van de pastoor. Een van de eerste lekenonderwijzers was meester Bouten. Reeds in 1513 wordt melding gemaakt van een kapelaan die in Baarlo woont op de zogenaamde Hofacker; Her Mertten van Hoifacker.

### Onder Pruisisch en Frans bestuur
Na de Spaanse Successieoorlog (1715) werd Baarlo Pruisisch. Het dorp werd sterk belast door middel van grondbelasting, beestenschat en consumptiebelasting. In 1794/1795 werd het dorp onder de voet gelopen door Franse troepen. Na de vredesovereenkomst tussen Pruisen en Frankrijk in 1798 ging Baarlo deel uitmaken van het departement van de Roer. De Franse tijd die tot 1814 duurde bracht veel veranderingen. Zo werd de Baarlose schepenbank opgeheven en het dorp met Blerick en Bree samengevoegd tot één commune de Bree met aan het hoofd een maire. In de beginperiode ging vooral de katholieke kerk gebukt onder het nieuwe regime. Kerken werden gesloten en priesters en kloosterlingen vervolgd. Een van de gevluchte kloosterlingen was de eerwaarde heer P.J. Geusen, een kruisheer uit Venlo. Hij vond in Baarlo onderdak bij zijn oom en dorpspastoor. De kruisheer nam de relikwie van het H. Kruis en van de H. Odilia mee naar Baarlo waarna onmiddellijk in Baarlo een grote devotie tot de patrones van ooglijders opbloeide. Uit de Franse Tijd is een omvangrijke collectie brieven bewaard gebleven van soldaat Petran Görtz. Hij werd in de buurtschap de Vergelt groot gebracht en kwam in dienst van Napoleon. De brieven geven een mooi tijdsbeeld. Petran kwam tijdens gevechten in Wit-Rusland om het leven. In 1814 kwam een einde aan de Franse bezetting.

### Onder Belgisch en Nederlands bestuur
Baarlo behoorde tot mei 1815 tot het Pruisische Gouvernement-Generaal, dat het bestuur van de Franse Prefect had overgenomen. Na de Belgische opstand broeide het in de jonge gemeente Maasbree. Willem d'Olne (de rode baron) die sinds 1814 als burgemeester fungeerde weigerde in 1831 de eed af te leggen op het opstandige regiem. In 1832 werd hij opgevolgd door de pro-Belgische burgemeester Carleij die zich met enige medestanders openlijk uitsprak tot een splitsing van de gemeente: Ja met regt, eene scheiding, even zoo billijk en noodzakelijk als de wettige scheiding dewelke tusschen Belgien en Holland gevraagd en gegeven is geworden. Dit conflict leidde tot ontslag van de burgemeester en de installatie van gedelegeerd burgemeester en Baarlonaar Adolf Verhaegh. Deze werd wederom opgevolgd door gedelegeerd burgemeester Guillaume Janssen (van de Roffert). Nadat Baarlo deel ging uitmaken van het Verenigd Koninkrijk der Nederlanden kreeg oud-burgemeester Willem d'Olne eerherstel.
Het traktaat van Londen dwong koning Willem I de zuidelijke helft van zijn koninkrijk af te staan. Dit leidde tot een Belgisch en een Nederlands Limburg. In de zuidelijke provincies leefden pro-Belgische gevoelens die gedurende de periode 1840-1848 leidden tot een afscheidingsdrang van het koninkrijk. In 1848 hing er in Limburg een revolutionaire sfeer. De separatistische beweging werd aangevoerd door de in Baarlo wonende baron van Scherpenzeel-Heusch. Volgens de baron was Limburg beter af wanneer het deel zou uitmaken van België of van de Duitse Bond waarvoor hij daarna in Frankfurt als parlementslid tevergeefs pleitte. De baron werd in 1848 in de districten Sittard en Roermond gekozen als Tweede Kamerlid maar hij nam zijn zetel niet in. Teleurgesteld stapte Van Scherpenzeel-Heusch in 1849 uit het parlement van de Duitse Bond. Om de separatisten de wind uit de zeilen te nemen en het gewest onder controle te krijgen benoemde de koning zonder voorafgaande verkiezing drie Limburgers in de Tweede Kamer.
Op grond van Thorbeckes liberale grondwetsherziening van 1848 kwam in juni 1851 een nieuwe Gemeentewet tot stand. Met deze wet kregen de ingezetenen directe invloed op de samenstelling van het bestuur. Vanaf 1800 tot 1919 was de verdeling binnen het college van Burgemeester en Wethouders zodanig dat zowel Baarlo, Blerick als Maasbree daarin vertegenwoordigd werden. Kwam de Burgemeester uit Baarlo dan kwamen de wethouders uit Maasbree en Blerick. De periode werd gekenmerkt door partijstrijd die werd uitgevochten tegen de achtergrond van het opkomende liberalisme en de kwestie van Duitse Bond. De politieke stromingen van Het Oude en Het Nieuwe Licht kwamen tegenover elkaar te staan. Er werd ingezet op splitsing van de gemeente of verplaatsing van het gemeentehuis waardoor een ander dorp binnen de gemeente hoofdzetel werd. De gemeente dreigde door deze interne verwikkelingen in 1868 onbestuurbaar te worden. In 1855 werd reeds het verzoek om splitsing bij de Minister neergelegd maar deze achtte de splitsing niet wenselijk. Binnen de gemeente werd wel de splitsing van de drie afdelingen gerealiseerd die eenieder de beschikking kregen over de eigen inkomsten. De strijd bereikte een hoogtepunt bij de benoeming van burgemeester de Pollart in 1867/1868. De tot veler verrassing nieuw gekozen burgemeester de Pollart die in Baarlo woonde, raakte spoedig na zijn aantreden in conflict met de raad. De gemeenteraad nam een tegen hem gerichte motie van wantrouwen aan. De beide wethouders wensten niet met de burgemeester te vergaderen. Ook van secretaris Grubben kreeg de burgemeester tegenwerking omdat deze hem niet de juiste stukken ter inzage gaf. Burgemeester De Pollart werd slachtoffer van een interne partijstrijd. Tegen de wil van de burgemeester besloot de gemeenteraad dat de gemeentesecretarie niet permanent in Baarlo mocht blijven maar om de vijf jaar zou worden verplaatst binnen de drie dorpen. De burgemeester droeg het besluit voor vernietiging voor omdat daarmee niet het algemeen belang werd gediend. Toen de gemeente op de hoogte werd gebracht van het koninklijk besluit kon de gemeenteraad niet anders dan het raadsbesluit weer in te trekken. Opnieuw diende de gemeenteraad een voorstel in om de secretarie voor onbepaalde tijd naar Blerick te verplaatsen. De burgemeester gaf aan het voorstel niet in behandeling te nemen en verliet de raadszaal onder hevig bravo geroep van het aanwezige publiek. Wethouder Gerard Peeters nam het voorzitterschap over en de gemeenteraad stemde met overgrote meerderheid in met de verplaatsing van de gemeentesecretarie naar Blerick, een besluit dat overigens in de ogen van de burgemeester geen rechtsgeldigheid. Nadat de Pollart zonder succes het raadsbesluit voor vernietiging had aangedragen verslechterden de onderlinge verhoudingen tussen hem, de wethouders en de secretaris. De gemeente raakte in een impasse en dreigde onbestuurbaar te worden. Bij vergaderingen bleef de burgemeester weg en notulen en mandaten werden niet meer ondertekend. In de zomer van 1868 stemde de gemeenteraad in met een brief aan de Minister van Binnenlandse Zaken waarin werd gevraagd om ontslag van de burgemeester. Nadat de Minister zich persoonlijk op de hoogte was komen stellen van de situatie raadde de gouverneur de burgemeester aan om zijn ambt neer te leggen. De Pollart weigerde en richtte zich tot de Tweede Kamer. Ook de aanhangers van de Pollart hadden inmiddels een persoonlijk rekwest naar de koning gestuurd. Dit alles tevergeefs want de Pollart kreeg op 21 september 1868 eervol ontslag. Daarop werd de oudste wethouder Gerard Peeters benoemd tot nieuwe burgemeester van de gemeente Maasbree en keerde de rust in de gemeente terug.

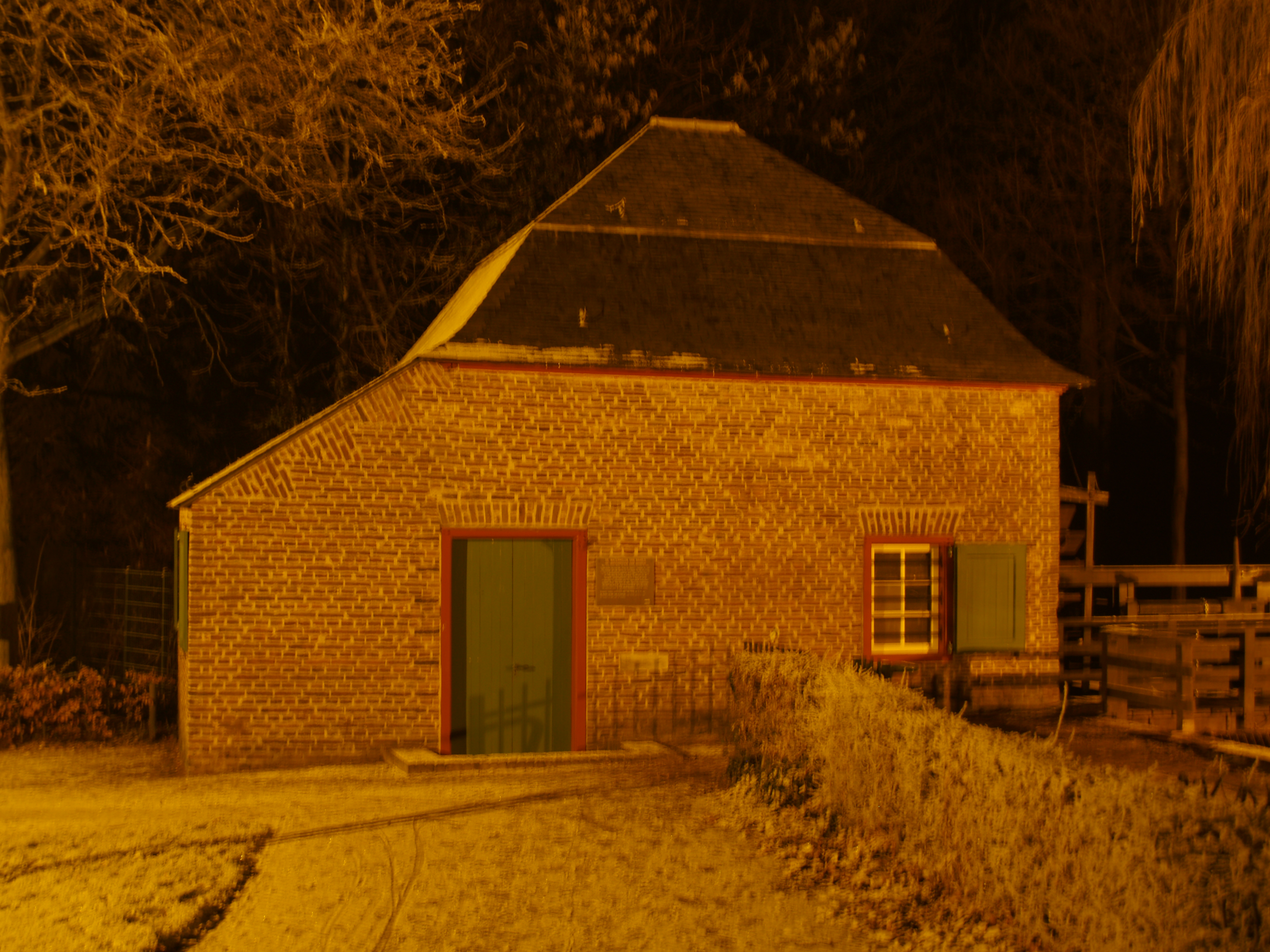
De Molen van Baarlo bij nacht

### De periode 1867-1945
Aan het eind van de 19e eeuw kreeg de omgeving van de Markt een geheel nieuwe aanblik. In enkele buitengewone vergaderingen van de kerkenraad werd in 1867/68 besloten tot vergroting van de oude parochiekerk. Hiervoor werd grond in de nabijheid van de kerk aangekocht en geruild. De financiering voor de vergroting van de kerk gebeurde onder meer door de verkoop van de Kiërhof in 1874. Aan de Roermondse Architect Pierre Cuypers werd de opdracht verleend om een ontwerp te maken voor de nieuwe kerk. Met de plaatselijke adel, de families d'Erp en d'Olne maakte de kerkenraad afspraken over de verdeling van zitplaatsen, de grafstenen en de begraafplaatsen. In 1878 was de nieuwe kerk klaar. Twaalf jaar later kreeg de familie d'Erp vergunning voor een grafkelder onder het kerkhof en werd subsidie aangevraagd voor het voltooien van de kerktoren. De pastoor betrok in 1885 een nieuwe pastorie aan de Markt. Naast de bouw van een nieuwe parochiekerk waren er eveneens plannen voor een nieuwe dorpsschool annex raadhuis. De bestaande dorpsschool bij het oude kerkhof kon immers niet verder worden vergroot. De nieuwbouw werd omstreeks 1881/1882 gerealiseerd op de hoek Hoogstraat-Markt naar een ontwerp van de Venlose architect Johan Kayser. De school deed tot zeker nog 1915 dienst als openbare school voor jongens en meisjes. De meisjes kregen daarna les van de zusters in het St. Jozefklooster aan de Maasstraat. Het schoolgebouw annex raadhuis werd in 1968 gesloopt.
Een aan het eind van de 19e eeuw groeiende behoefte aan coöperatie op velerlei terrein leidde in Baarlo tot de oprichting van Schutterij St. Petrus en Paulus. De oprichting vond plaats in 1875. De leden van de schutterij waren automatisch aangesloten bij de ziekenkas. Dit garandeerde het recht op vergoeding van doktersbezoek, medicijnen en een kleine uitkering tijdens ziekte. Toen in 1955 de opkomst van regionale ziekenfondsen de ziekenkas van de schutterij overbodig maakte, kwam haar doelstelling te vervallen en legde zij zich nog enkel toe op het jaarlijkse vogelschieten en deelname aan de Sacramentsprocessie. De schutterij fuseerde in 1946 met schietvereniging St. Antonius. Zowel in 1930 als in 1932 behaalde deze schietvereniging het kampioenschap op het Oud Limburgs Schuttersfeest te Obbicht en Wessem. Dit betekende dat de Schietvereniging, met inzet van de hele Baarlose bevolking in 1931 en 1933 het Oud Limburgs Schuttersfeest mocht organiseren.
Vier jaar vóór de oprichting van de schutterij kreeg Baarlo een eigen Landbouwcasino. In het casino waren landeigenaren en grote boeren verenigd. Het casino stelde ten doel: ....boeren uit kleinere nabijgelegen regio's regelmatig op vrije middagen en avonden samen te brengen. Mede op initiatief van het Landbouwcasino werd een coöperatief handkrachtfabriekje voor de bereiding van zuivel opgericht. In 1908 kreeg Baarlo een Stoomzuivelfabriek St. Odilia. Het Landbouwcasino sloot zich in 1901 aan bij de Limburgse Landbouwbond. Vanaf dat moment was sprake van de Onderafdeeling Baarlo van den Limburgschen Landbouwbond of kort gezegd de Boerenbond. De bond steunde de stichting van de Baarlose boerenleenbank. Deze werd in 1902 opgericht. In 1910 werd de oprichting van een Baarlose Verbruikerscoöperatie een feit. Ze kreeg de naam Coöperatieve Verbruikersvereniging Eigen Hulp. Met de oprichting probeerde men een einde maken aan het afbetalingssysteem waardoor veel gezinnen in financiële moeilijkheden raakten. De producten van de Baarlose Coöperatie Eigen Hulp werden ingekocht bij de Handelskamer (HAKA) te Rotterdam en konden alleen tegen contante betaling worden verkregen, tegen een billijke prijs.
Tijdens de crisisjaren werden ook in Baarlo arbeidskrachten ingezet in het kader van werkverschaffing. Dit resulteerde onder meer in de aanleg van een sportterrein aan de noordzijde van het dorp. Tijdens de kermisdagen in 1934 kon Baarlo zich in deze moeilijke tijd even verheugen op de organisatie van de Land- en Tuinbouwtentoonstelling. Op 117 proefveldjes werden de verschillende gewassen en rassen tentoongesteld. Ook de boerinnenbonden van Baarlo en Kessel droegen bij aan het succes van de tentoonstelling. Zij organiseerden onder andere een grote bloemententoonstelling in het patronaat aan de Hoogstraat. Ondanks de crisistijd deden de standhouders van de landbouwmachines zeer goede zaken. Aan de vooravond van de Tweede Wereldoorlog werd een aantal Baarlose jongens opgeroepen voor de mobilisatie. Zij waren gelegerd in Scherpenzeel en Maassluis. Ten Oosten van Baarlo ontstond een verdedigingslinie langs de Maas. Deze bestond uit bunkers, kazematten en semi-permanente opstellingen. Bij de veerpont stationeerde het Nederlandse leger een pantserafweergeschut. Dit geschut werd net voor het uitbreken van de oorlog verplaatst naar de binnenplaats van de tijdens de oorlog verwoeste hoeve het Oude Veerhuis. Dit Oude Veerhuis veranderde daardoor geleidelijk aan in een kazerne waar meer dan 250 soldaten een onderkomen kregen.
In de ochtend van de 10e mei 1940 werd Baarlo opgeschrikt door een zware ontploffing, veroorzaakt door het springen van de Maasbrug in Venlo. Duitsland schond de neutraliteit van Nederland. Het afweergeschut en de manschappen van de mitrailleurbunker bij het veer kwamen direct in actie. Het Nederlandse leger was echter niet opgewassen tegen de Duitse overmacht en ook de Maaslinie bleek niet verdedigbaar. Nadat de Duitsers een pontonbrug hadden neergelegd aan de Maas begon om 14.00u. de overtocht van materieel en manschappen. De bezetting was een feit. Gedurende de eerste oorlogsjaren vonden met regelmaat Engelse bombardementen plaats in de grensstreek. Baarlonaren zochten 's nachts een veilig onderkomen in schuilkelders. De Luchtbeschermingsdienst hield wacht op de kerktoren. Levensmiddelen, kleding, brandstoffen en elektriciteit kwamen op de bon. Metalen, vervoermiddelen, paarden en vee werden vanaf 1943 gevorderd. In 1942 werd met toestemming van de bezetter nog een kermis gevierd. 

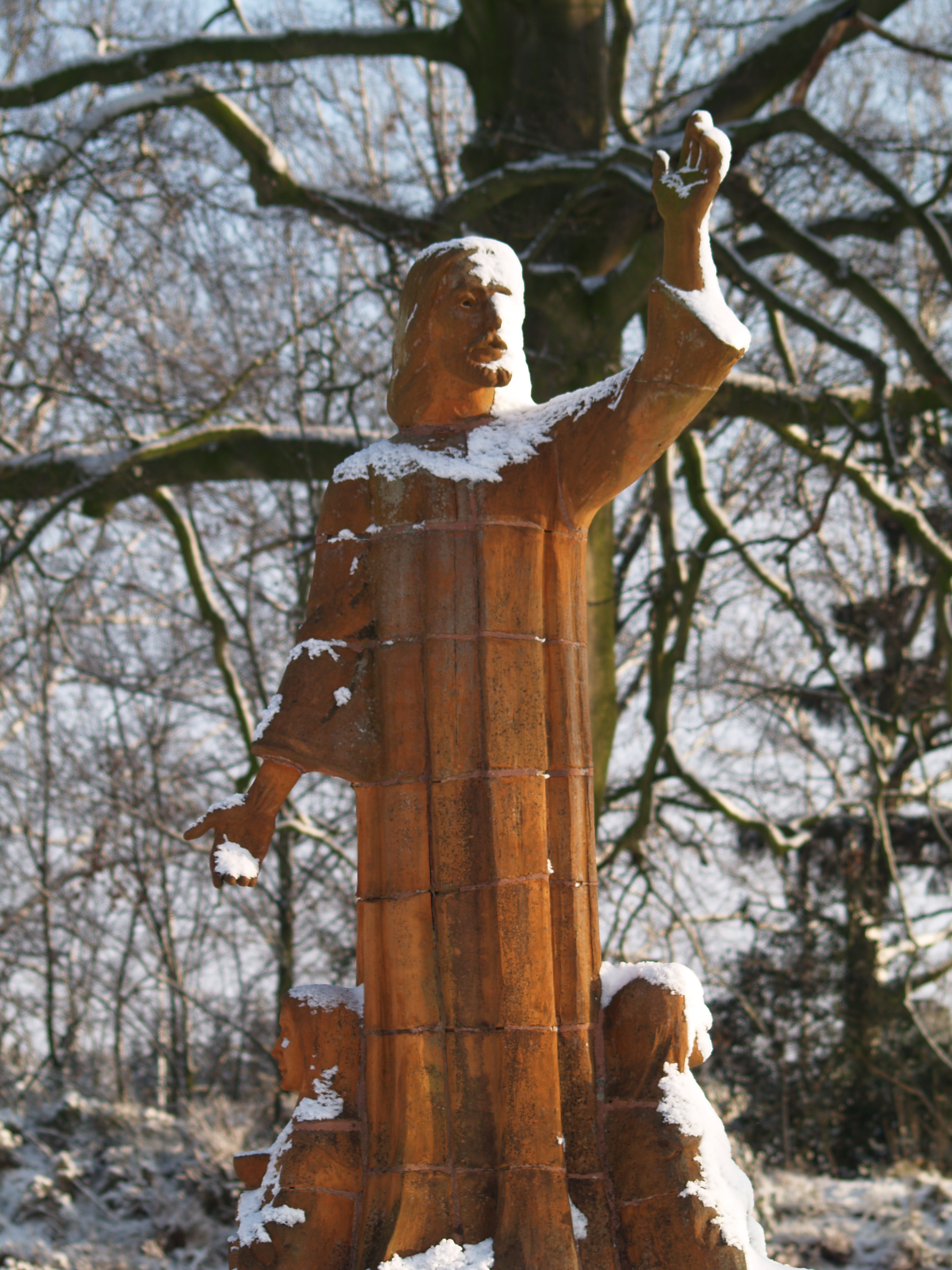
Monument in de tuin van Klooster de Raay. Het werd onthuld en ingezegend op 3 september 1944.

De onderdrukking werd in 1943 steeds meer voelbaar. Veel vluchtelingen vonden in Baarlo een permanent of tijdelijk onderkomen. Aanvankelijk waren het na het uitbreken van de oorlog voornamelijk Franse vluchtelingen die met hulp van Baarlonaren een onderduikadres kregen. Zo ontstond er na de Tweede Wereldoorlog een jarenlange vriendschappelijke band met het Franse dorp Bousbeque. Nadat in 1942 de Arbeitseinsatz werd afgekondigd voor de nieuwe lichting militairen doken veel jongens en mannen onder. De maatregel gold in 1943 eveneens voor alle militairen die in de meidagen van 1940 naar huis waren gestuurd en voor alle mannen in de leeftijd van 18 tot 35 jaar die niet noodzakelijk waren voor de voedselproductie. In Baarlo bestond een netwerk aan contactadressen via welke, uit Duitsland gevluchte Franse en Russische vluchtelingen werden ondergebracht of doorgesluisd. Om systematisch hulp te kunnen bieden aan onderduikers ontstonden op lokaal niveau L.O. afdelingen. De L.O. Baarlo vond aansluiting bij een breder regionaal netwerk en draaide in het najaar van 1943 op volle toeren. Het berichtenverkeer liep via diverse koerierdiensten. De komst van de Sicherheitspolizei van Maastricht naar Venlo in september 1944 bracht het districtswerk van de L.O. in moeilijkheden. De vaste lijnen zowel intern als extern vielen hierna volledig weg. Naast de L.O. afdeling Baarlo bestond er een O.D. (Orde Dienst) die tot aan het laatste oorlogsjaar onbetekenend bleef. De organisatie groeide sterk nadat ze was ingeschakeld bij het gebeuren van de Baarlose Bospartizanen in 1944. Toen in de laatste maanden van de bezetting het leven vrij chaotisch werd verenigden zich de Knokploegen Noord-Limburg, Schijndel en Maas en Waal in Baarlo. De groep ging later zwaar geromantiseerd de geschiedenis in als de Bospartizanen van Baarlo. De Knokploeg Baarlo, die een onderkomen had in de Heldense bossen, nam Duitse militairen van de straat en maakte hen tot krijgsgevangenen. Het aantal gevangenen groeide uit tot een aantal van meer dan 30 personen. De Boekenderhof, gelegen ten zuiden van het dorp, vormde het hoofdkwartier. Omdat de Bospartizanen dreigden te worden verraden werden twee infiltranten geliquideerd. Deze lieten ze zichtbaar achter. Op 27 september 1944 vond op de Boekenderhof een gevecht plaats met een Duitse patrouille waarbij drie Duitse militairen werden neergeschoten. Een van hen wist te ontkomen met het gevolg dat kort daarop de boerderij door de bezetter in de as werd gelegd. Dat Baarlo geen tweede Putten is geworden, mag een wonder heten. De angst voor het gedonderjaag in de bossen was groot onder de bevolking. Op 19 november 1944, twee dagen vóór de bevrijding van Baarlo droegen de Bospartizanen de krijgsgevangenen over aan de geallieerden. Op zondag 8 oktober arresteerden de Duitsers kort na het middaguur 23 mannen, waaronder een jongen van net 18 jaar en Baron Weichs de Wenne. Ze werden allen verdacht van hulp aan de Partizanen in het bos. De heer van Rens werd gearresteerd omdat hij weigerde de naam te noemen van iemand die had kunnen vluchten. Hij stierf al in december 1944 in Watenstedt. Hij was een held. In alle andere dorpen zijn op die dag alle mannen bij de uitgang van de kerk na de Hoogmis gevangen genomen. Enkele mensen in het centrum van Baarlo wisten dit, maar hebben niemand gewaarschuwd. Bij de gevangenen was geen enkele  echte Bospartizaan. De 23 gevangenen, werden met een Duitse Legerwagen naar Venlo vervoerd. Zij kwamen op drie personen na in het Arbeitslager Salzgitter/Watenstedt van de Hermann Göringwerke terecht. In Wuppertal kreeg Baron Weichs de Wenne zijn vrijheid terug. Het kamp was onderdeel van Konzentrationslager Salzgitter. De leefomstandigheden waren erbarmelijk. Vijf van hen overleden door de ontberingen binnen drie maanden. Zij waren de slachtoffers van een represaille-actie; de dagen er na zijn naar willekeur nog enkele mensen gevangen genomen om op boerderijen in het grensgebied te werken. Op 18 november 1944 naderde het front het dorp Baarlo. De Duitsers bliezen die dag de parochiekerk en de Baarlose molens op die daardoor onherstelbaar werden verwoest. Op 21 november stootten de geallieerden vanuit zuidoostelijke richting door en werd Baarlo bevrijd. In de strenge wintermaanden van 1944-1945 kwam het front tot stilstand. De operatie Market Garden van de geallieerden bleek te zijn uitgelopen op een mislukking. Zo bleef het front in de novemberdagen in de omgeving hangen en werd de Maas frontlinie. Op 1 maart 1945 werd na een hevige strijd ook de oostoever van de Maas bevrijd.

### De naoorlogse periode
Door de grote bouwactiviteiten in de naoorlogse periode is Baarlo sterk veranderd. De eerste omvangrijke naoorlogse uitbreidingen vonden plaats op het oude Kerkveld en ten noorden van de kern op het Molenveld. Omstreeks 1969 werd gestart met de ontwikkeling van het Erpplan aan de zuidoostzijde van het dorp. De gemeenschap kent een zeer bloeiend verenigingsleven. Tot en met 31 december 2009 behoorde Baarlo tot de gemeente Maasbree. Per 1 januari 2010 is de gemeente heringedeeld samen met Kessel, Meijel en Helden tot de gemeente Peel en Maas. Baarlo onderhoud een vriendschapsverdrag met de Poolse gemeente Wolsztyn.

## Kastelen
Baarlo staat bekend om zijn vier kastelen. De kastelen die Baarlo kenmerken zijn:
- Kasteel d'Erp (oorspronkelijke bebouwing 13e eeuw)
- Kasteel de Berckt (oorspronkelijke bebouwing 13e eeuw)
- Riddergoed de Raay (oorspronkelijke bebouwing 13e eeuw)
- Kasteel Scheres (oorspronkelijke bebouwing ca. 1860)

### Kasteel d'Erp

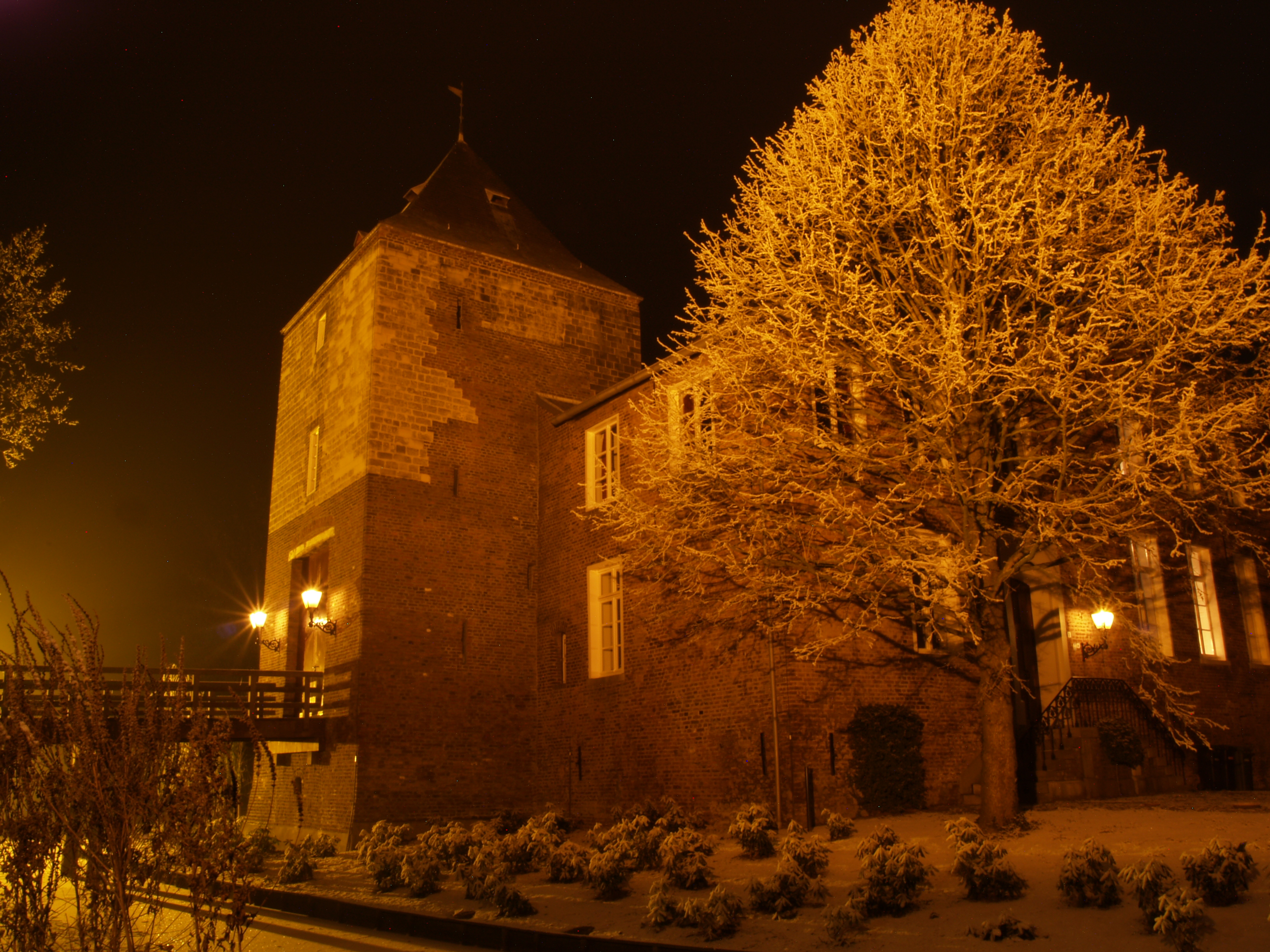
Kasteel d'Erp gezien bij sneeuw in de avond.

Kasteel d'Erp, ook wel bekend onder de namen De Borcht, Van Erp-Holt, Holt te Erp, is een rond 1200 gebouwde burcht. Het huidige kasteel werd in de 17e eeuw gebouwd. De burcht (de Borcht) werd bewoond door Gerard van Baerle. Omstreeks 1400 werd het eerste kasteel op deze plek gebouwd. Een bewogen geschiedenis volgde met onder andere belegeringen door Willem van Oranje en zijn zoon Frederik Hendrik. Het kasteel dankt zijn naam (d'Erp) aan de familie van Erp, die het kasteel van 1787 tot 1962 bewoonde c.q. in bezit hadden. In 1974 werd het kasteel, dat toen eigendom was van de Gemeente Maasbree, volledig gerestaureerd. Momenteel is het privé-bezit en niet opengesteld voor bezoekers.
Tot het kasteel behoorde vroeger de Molen van Baarlo, een watermolen die in 1977 maalvaardig is gerestaureerd en regelmatig draaiend te zien is.

### Kasteel de Berckt
Kasteel de Berckt (Berkt) is een in de 13e eeuw gebouwd kasteel. Het kasteel is gelegen aan de oude Romeinse heerweg tussen Kessel en Venlo. Godefridus van Eyll wordt in 1279 genoemd als eigenaar van het kasteel. De Berckt wordt al verheven in 1326 (door Tilman van Eyll). De familie van Eyll was tot aan het einde van de 16e eeuw de rijkste familie van Baarlo.
Agnes van Crieckenbeek schonk het goed in 1594 als bruidsschat aan Godfried van Hardenraet. Johanna Aleida van Hardenraet gaf in 1671 het huis aan haar man Lambert van Pollaert, heer van Aldeneyk. Na diens dood trad Aleida in het huwelijk met baron Hans Frederik de Rhoe d'Obsinnich (familie van de Rode van Opsinnichs, heren van Elen, op Kasteel Sipernau).
Hans Frederik baron de Rhoe d'Obsinnich, heer van Baarlo, was luitenant-generaal in dienst van de Republiek der Verenigde Provinciën en stierf in de oorlog in Portugal, in 1704. Zijn dochter, Eva Thérèse Florentine, barones de Rhoe d'Obsinnich, huwde in 1707 op het kasteel van Olne (Graafschap Dalhem, thans provincie Luik) met Rijksbaron Willem II (Guillaume-Philippe) d'Olne en overleed aldaar in 1754. Kasteel De Berckt draagt in de gevel van het poortgebouw nog het alliantiewapen van Eva Rhoe van Obsinnich en Guillaume-Philippe d'Olne.
Het oude kasteel werd in 1830 gesloopt en in Italiaanse stijl herbouwd. Van het vroegere voorhof is nog een bakstenen vleugel uit het eerste kwart van de 18e eeuw over. Aan het begin van de 20e eeuw werd het een klooster. Arcenaar Nagels kocht in 1994 het kasteel en vestigde er een groepsaccommodatie.

### Riddergoed de Raay

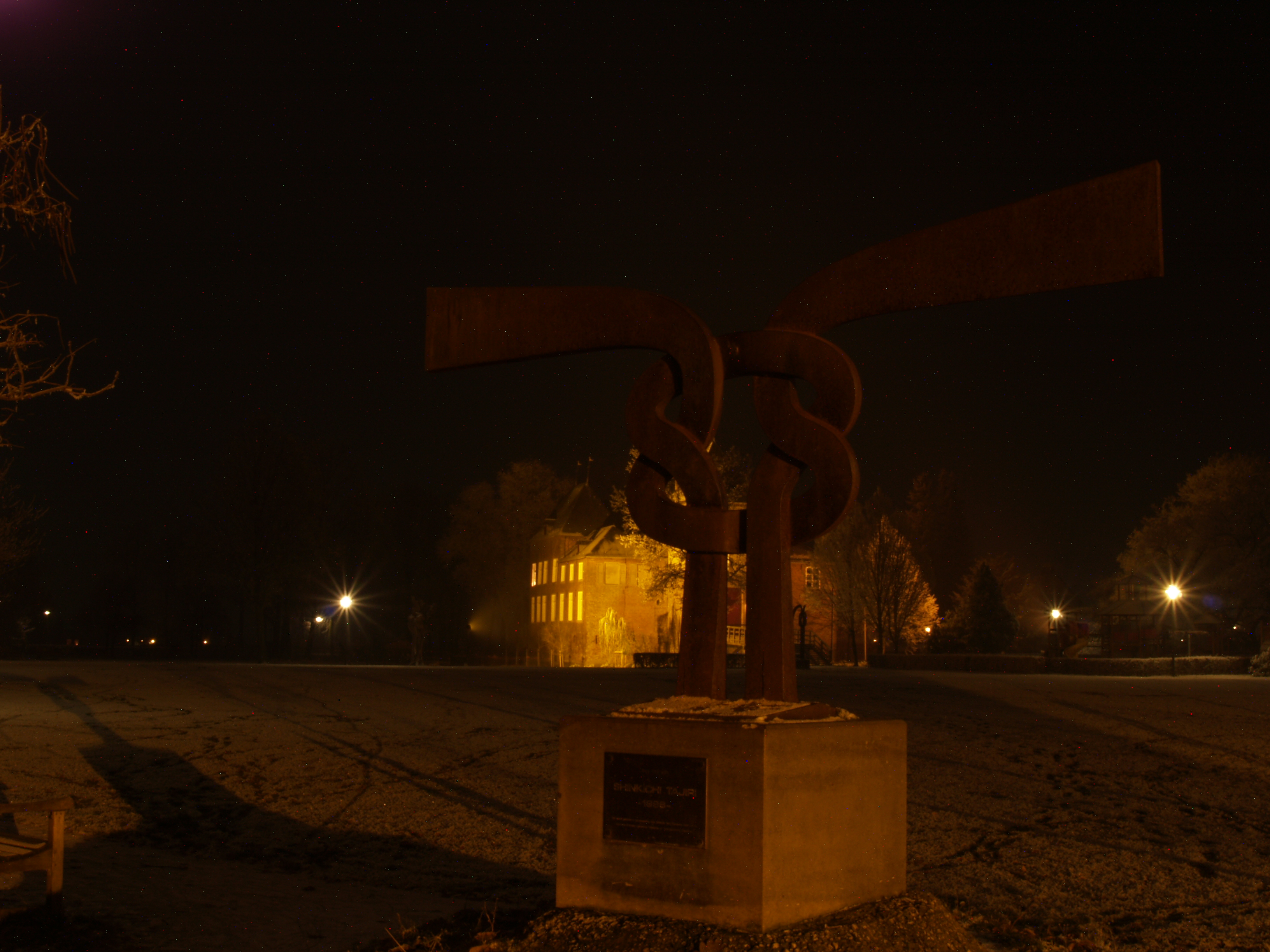
Kunstwerk van Tajiri in Baarlo. Op de achtergrond Kasteel d'Erp.

Riddergoed de Raay, officiële naam thans Pillows Charme Hotel Chateau de Raay, traditioneel ook wel bekend als Ingen Raaij, is een voormalig riddergoed dat werd gebouwd in het midden van de 13e eeuw. In latere jaren woonden diverse adellijke families. In 1850 werd het gebouw gerenoveerd, waarbij de toenmalige eigenaar een kapconstructie in chaletvorm liet aanbrengen. In 1937 was er een klooster gevestigd. Toen dat door de zusters verlaten werd, heeft het gebouw een tijd leeggestaan. In 1999 werd begonnen met een vier jaar durende ingrijpende renovatie. Thans is het een vier-sterren hotel, met een restaurant in een enorme glazen serre op de plaats waar vroeger de hoofdingang van het gebouw was. Het hotel behoort nu bij de collectie Fletcher Hotels.

### Kasteel Scheres
Kasteel Scheres, ook wel bekend onder de naam d'Olne, is een in 1860 gebouwd kasteel. Het kasteel werd gebouwd voor baron d'Olne op de plaats waar voorheen een grote herenhoeve stond, genaamd Scheres. De hoeve bestond reeds in de 16e eeuw en werd bewoond door de familie Scheres. In 1678 was de familie Van der Keelen eigenaar. Het goed omvatte een woonhuis met vijf benedenkamers en een ruime kookkeuken, een schuur en vijftien morgen landbouwgrond. De herenhoeve onderging in in de 19e eeuw een algehele verbouwing. In 1766 werd het goed verkocht aan de adellijke familie d'Olne. Vanaf 1930 woonde bon vivant Baron Max de Weichs de Wenne op het kasteel en na de oorlog werd het huis gekocht door huisarts Scheijmans. Van 1962 tot 2009 werd het kasteel bewoond door de Japans-Amerikaanse kunstenaar Shinkichi Tajiri.

## Sint-Petruskerk
De bevolking van Baarlo is overwegend rooms-katholiek. In 1492 werd voor het eerst schriftelijke melding van een kerk gemaakt. In de 19e eeuw werd de oude kerk te klein. Men besloot tot nieuwbouw. Pierre Cuypers werd als architect aangenomen en de kerk kwam in 1878 gereed. In 1921 werd bij de kerk een Heilig Hartbeeld geplaatst ter gelegenheid van het 40-jarig priesterjubileum van pastoor H.M.H. Bartels. In 1932 vergrootte Joseph Franssen de kruiskerk door het priesterkoor uit te breiden. In november 1944 werd de kerk door de Duitsers opgeblazen. Herbouw was niet mogelijk. Er werd besloten een nieuwe kerk te bouwen. Deze werd voltooid in 1955.
De Sint-Petrus parochiekerk zoals de kerk heden ten dage heet bepaalt sinds de voltooiing het dorpsgezicht. De kerk werd ontworpen door J.B. Ramaekers die werkzaam was bij het architectenbureau Swinkels te Maastricht. Als basisvorm gebruikte hij de Romaanse basilicavorm. Het ontwerp paste in de gedachte van vernieuwing waaraan men na de Tweede Wereldoorlog behoefte had. Herbezinning, vernieuwing en wederopbouw waren onlosmakelijk met elkaar verbonden. De nieuwe naoorlogse moderne kerkgebouwen werden getoetst aan de doelmatigheid voor de liturgie en de mogelijkheid tot een intensere deelname van de kerkgangers aan de eucharistie. De kerkganger moest de mis kunnen zien en horen door middel van een vrij zicht op het altaar en een optimale akoestiek. De basilicavorm (zaalkerk) leende zich hiervoor uitstekend. In het oorspronkelijke ontwerp was een ronde toren voorzien. De inwoners van Baarlo hechtten echter aan de vertrouwde rechthoekige vorm. De toren kwam in 1955 gereed. De kerk biedt aan ongeveer zeshonderd gelovigen een zitplaats. De naastgelegen kinderkapel (Mariakapel) doet dienst als vergaderruimte. Hierin staat een beeltenis van de heilige Maria, een ontwerp van de Maastrichtenaar Charles Vos. De vensters in het middenschip zijn ontworpen door Frans Slijpen en vervaardigd in het atelier Flos te Steyl. Opvallend in de kerk zijn de reusachtige, 3500 kg wegende beelden van de HH. Petrus en Paulus. Ze zijn gebeeldhouwd door de Maastrichtse beeldhouwer Wim van Hoorn. Ook van zijn hand zijn de kruiswegstaties en het kruisbeeld boven het altaar, voorstellende Christus de Triomfator. De drie ronde ramen (1962) op het zangkoor zijn vervaardigd door Joep Nicolas. Het betreft een allegorie van de drie deugden: geloof, hoop en liefde. De kleine ramen in de Odilia-kapel verbeelden het leven van de heilige Odilia die in Baarlo al twee eeuwen wordt vereerd.
Het hoofdaltaar is vervaardigd door de Utrechtenaar Leo Brom. Het altaar kent een rechthoekige onderbouw waarop de mensa, een natuurstenen altaarplaat, rust. Aan de voorzijde van het altaar is een oud-testamentaire voorstelling te zien van de kunstenaar Wim van Hoorn. Het betreft het verhaal van de broers Kaïn en Abel. Op het tabernakel heeft de kunstenaar de Pelikaan afgebeeld die symbool staat voor Christus’ dood en verrijzenis en het verhaal van de wonderbaarlijke broodvermenigvuldiging. De muurschildering toont de aanbidding van het Lam met de apocalyptische ruiters op de triomfboog. De afbeelding is afkomstig uit het boek der openbaring waarin Johannes in ballingschap op het eiland Patmos een visioen krijgt en inzicht in het einde van de wereld. De zes vensters boven het priesterkoor laten voorstellingen zien uit het leven van Christus. In de doopkapel is Christus’ doop in de Jordaan verbeeld. In de glas-in-loodramen zijn de vier evangelisten met hun symbolen afgebeeld.
Het pijporgel (1952) is afkomstig van de firma Pereboom uit Maastricht. Het instrument heeft 32 registers. In 1993 werd het instrument gereviseerd door Verschueren uit Heythuysen.

## Bezienswaardigheden
Naast de reeds genoemde vier kastelen en de kerk kunnen nog worden genoemd:
- Heilig Hartbeeld, naast de kerk.
- Voormalig Sint-Jozefklooster, uit 1905
- Molen van Baarlo of Kasteelmolen, een watermolen op de Kwistbeek
- De wasplaats, nabij de watermolen.
- Diverse veldkapelletjes, zoals
  - Sint-Antoniuskapel, uit 1740.
  - Sint-Annakapel, uit de 18e eeuw.
  - Heilige-Familiekapel, uit 2001
  - Heilig-Hartkapel, uit 1984.
  - Onze-Lieve-Vrouw-Hulp-der-Christenenkapel
  - Heitskapelke
  - Mariakapel in Vergelt
- Diverse wegkruisen.
- Restant boerenschans bij Soeterbeek

## Natuur en landschap
Baarlo ligt op de linkeroever van de Maas, ongeveer op 1 km afstand van de rivier. Ter hoogte van Baarlo (Belfeld) bevindt zich een stuw in de Maas. De hoogte van Baarlo bedraagt ongeveer 20 meter. In het oosten ligt een uiterwaard met weilanden, tuinbouw en de profielen van vroegere Maasgeulen. In het zuiden ligt de Begijnenberg, een rivierduin begroeid met eiken-berkenbos en naaldhoutaanplant. Natuurgebieden zijn het Boekenderbos in het zuiden, en Dubbroek in het noorden van Baarlo. Door Baarlo stroomt de Kwistbeek. Ten noorden van het dorp ontspringen de Springbeek en de Berendonkse Beek.

## De veerpont
Baarlo kent een eeuwenoude oversteek over de Maas. Deze zou reeds in de 14e eeuw hebben bestaan. De heren van Kessel, de heren van de Holtmühle en daarna de heren van de Berckt waren de bezitters van het veerrecht. Het pontje werd verpacht aan particulieren. Zij waren verantwoordelijk voor het onderhoud van het veer, het veilig overzetten van personen, dieren en goederen, het schoonhouden van de veerstoepen na hoogwater en het veilig aanleggen van het vaartuig. Het pontje had een lokaal en regionaal belang als schakel in de handelsverbindingen tussen het land van Gelre en Gulick. Tijdens oorlogsvoeringen speelde het een belangrijke rol bij het overzetten van troepen en materieel. Ook de postdienst die een hoofdkantoor in Tegelen had was aangewezen op het veer. Van 1702 tot 1717 was er sprake van een postverbinding tussen Tegelen en Baarlo en werd in Baarlo de postiljon overgezet. De dienst was vrijgesteld van veergeld. Tijdens de Franse overheersing werd het veerrecht afgeschaft (wet 6 Frimaire VII in 1798). Het eigendom van het recht ging over naar het Rijk. Na de Franse overheersing probeerde de adellijke familie d’Olne het recht op pacht terug te krijgen doch zij kreeg het veerrecht niet terug. In 1984 werd het Gewest Noord-Limburg de nieuwe eigenaar van de veerpont.

## Verkeer en vervoer

### Openbaar vervoer
Het openbaar vervoer in de Baarlo wordt verzorgd door Arriva.
Buslijnen:
- Lijn 77: Venlo - Roermond
- Lijn 78: Baarlo - Grashoek

### Wegverbindingen
- van Blerick naar Ittervoort, ook bekend als de Napoleonsbaan.

## Archieven
De archieven van de Baarlose schepenbank én afschriften van de Doop-, Trouw- (beiden vanaf 1629) en Begraafregisters (vanaf 1665) van de Petrusparochie bevinden zich in het Regionaal Historisch Centrum Limburg te Maastricht. Afschriften van de kerkregisters en de index zijn ook voor het publiek beschikbaar in de studiezaal van het Gemeentearchief te Venlo.

## Evenementen
- Tijdens het jaarlijkse Carnaval wordt Baarlo omgedoopt tot het zogenaamde 'Kôôke-riék'.
- Jaarlijks wordt in het eerste weekend van oktober het ProgPower Europe festival gehouden, een indoor rock en metal festival met bezoekers en bands uit de hele wereld. In 2018 wordt dit festival voor de twintigste keer gehouden bij JC Sjiwa in hartje Baarlo.
- Ieder jaar, in het eerste weekend van juni, worden de Volksfeesten gehouden. De Volksfeesten zijn van donderdag t/m zondag en eindigen elk jaar op de eerste zondag van juni.
- Baarlo heeft een eigen streekproduct, de Baolderse Kook.
- Sinds 2006 wordt in juni jaarlijks een mountainbike streetrace georganiseerd door de plaatselijke wielerclub Olympia. De mountainbike streetrace is een gecombineerd veld/straat parcours door de kern van Baarlo die zowel voor wedstrijdrijders als voor recreanten toegankelijk is.
- In 1987 werd in Baarlo eenmalig het popfestival Pinkpop gehouden. Op Sportpark De Berckt waren toen ruim 32.000 aanwezig voor acts als Lou Reed en de Fatal Flowers.

## Cultuur
De inwoners van Baarlo hebben een openbare bibliotheek tot hun beschikking. Deze bibliotheek is gevestigd in multifunctioneel centrum de Engelbewaarder en maakt deel uit van de Groeibibliotheken Maas en Peel.

## Recreatie
Voor toeristen is er een recreatiepark "De Berckt", met onder meer een subtropisch zwembad en een camping. Tot eind jaren 90 was hier circuit De Berckt gevestigd. Met een lengte van 1 kilometer was dit het langste "Oval" circuit van Europa.

## Streekproduct Baolderse kóok
De echte Baolderse kóok is eigenlijk een spekkoek van boekweitmeel. Het was vroeger een koek die men op werkdagen at. Op zon- en feestdagen werden de koeken gebakken van weit en als avondmaal genuttigd. In het najaar bakte men nog als extraatje appelschijfjes mee. Het geheel werd vervolgens geserveerd met stroop.

## Bekende inwoners
- Shinkichi Tajiri (1923-2009), Nederlands-Amerikaans beeldhouwer, kunstschilder, fotograaf en filmmaker
- Jules van Hest (1980), radio-dj
- Mark Verheijen (1976, geboren in Baarlo), politicus
- Sharon Kovacs (1990, geboren in Baarlo), zangeres
- Bart Hölscher (1963), filmmaker

## Nabijgelegen kernen
Kessel, Hout-Blerick, Tegelen, Maasbree